# Digitaria ischaemum
Espèce
Digitaria ischaemum, la digitaire filiforme, est une espèce de plantes monocotylédones de la famille des Poaceae, sous-famille des Panicoideae, originaire d'Eurasie.
Cette plante est une mauvaise herbe fréquente, notamment aux États-Unis, dans les pelouses, terrains de golf et d'athlétisme. 
Noms vernaculairesdigitaire filiforme, digitaire couchée, digitaire ischème, digitaire astringente, digitaire glabre, digitaire, petite digitaire,.

## Description

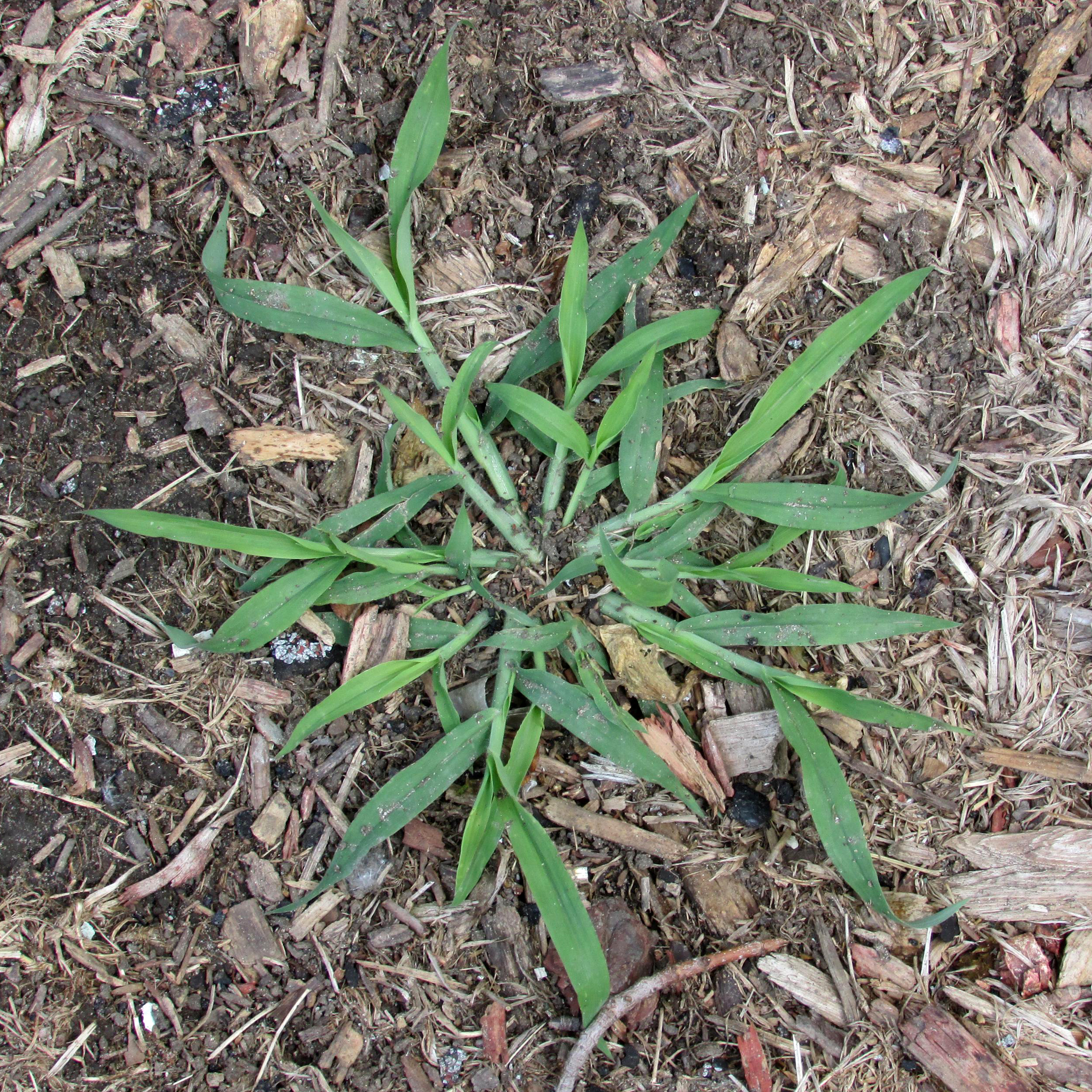
Jeune plant.

Digitaria ischaemum est une plante herbacée annuelle, cespiteuse, aux chaumes géniculés ascendants ou décombants de 10 à 50 cm de long, comptant de 2 à 4 nœuds.
L'inflorescence digitée est composée de 2 à 4 racèmes spiciformes. 
Les épillets, elliptiques, comprimés dorsalement, de 2 à 2,5 mm de long, comprennent un fleuron basal stérile et un fleuron fertile sans extension du rachillet. A maturité ils se détachent entier et constituent l'unité de dissémination ou semence. 
Le fruit est un caryopse au hile punctiforme, enfermés dans ses deux glumelles,.

## Distribution et habitat
L'aire de répartition originelle de Digitaria ischaemum s'étend en Eurasie, de l'Europe de l'Ouest au Japon. On la rencontre notamment en Russie, en Sibérie et dans l'Extrême-Orient russe, dans l'Asie centrale et la région du Caucase, en Asie occidentale (Iran, Turquie), au Pakistan, ainsi qu'en Chine et en Extrême-Orient.
En Chine l'espèce est présente dans les provinces de Anhui, Fujian, Gansu, Hebei, Heilongjiang, Henan, Jiangsu, Jilin, Liaoning, Nei Mongol, Ningxia, Shaanxi, Shandong, Shanxi, Sichuan, Xinjiang, Xizang.
La plante s'est répandue dans la plupart des régions tempérées et tempérées chaudes du monde, avec une distribution subcosmopolite. Elle s'est naturalisée notamment en Amérique du Nord (Canada, États-Unis) et dans les Caraïbes, ainsi qu'en Australie et en Nouvelle-Zélande, au Bhoutan et au Chili.
C'est une espèce qui préfère les stations herbeuses ouvertes.

## Taxinomie

### Synonymes
Selon Catalogue of Life (25 octobre 2017) :
- Digitaria asiatica Tzvelev
- Digitaria glabra (Schrad.) P.Beauv.
- Digitaria humifusa Pers.
- Digitaria humifusa f. rubescens Opiz
- Digitaria ischaemum subsp. asiatica (Tzvelev) Tzvelev, nom. illeg.
- Digitaria ischaemum f. gracillima (Asch. & Graebn.) Soó
- Digitaria ischaemum var. mississipiensis (Scribn.) Fernald
- Digitaria ischaemum f. prostrata (Asch. & Graebn.) Soó
- Digitaria ischaemum f. rubescens (Opiz) Soó
- Digitaria linearis Crép., nom. illeg.
- Digitaria paspaliformis J.Woods
- Digitaria procumbens Steud., nom. nud.
- Panicum arenarium M.Bieb., nom. illeg.
- Panicum distichum Gaudich. ex Steud.
- Panicum elegans Heuff.
- Panicum glabrum (Schrad.) Gaudin, nom. illeg.
- Panicum glabrum var. lasiocarpum Boenn.
- Panicum glabrum var. mississippiense Scribn.
- Panicum humifusum (Pers.) Kunth
- Panicum ischaemum Schreb.
- Panicum lineare Krock., nom. illeg.
- Panicum lineare f. gracillimum Asch. & Graebn.
- Panicum lineare var. mississippiensis (Scribn.) Beal
- Panicum lineare var. prostratum Asch. & Graebn.
- Panicum phaeocarpum var. drummondianum Nees
- Paspalum humifusum (Pers.) Poir.
- Sanguinaria humifusa (Rich.) Bubani
- Syntherisma glabra Schrad.
- Syntherisma humifusa (Pers.) Rydb.
- Syntherisma ischaemum (Schreb.) Nash
- Syntherisma linearis var. mississipiensis (Scribn.) Nash

### Liste des variétés
Selon The Plant List (25 octobre 2017) :
- variété Digitaria ischaemum var. hirta (Junge) Henrard
- variété Digitaria ischaemum var. mississippiensis (Gatt.) Fernald

## Importance économique
La digitaire filiforme est une mauvaise herbe des cultures, redoutée en particulier dans les pelouses en raison de sa capacité à survivre à de faibles hauteurs de tonte, et à s'adapter à des sols de mauvaise qualité et des climats secs et chauds.

## Résistance aux herbicides
Des populations de Digitaria ischaemum ont été signalées comme résistantes à des herbicides aux États-Unis en 1996 et en 2002. Dans le premier cas il s'agissait de résistance au fénoxaprop-P-éthyle, herbicide du groupe A (inhibiteurs de l'ACCase) de la classification HRAC des herbicides, dans des pelouses du New Jersey, et dans le deuxième cas de résistance au quinclorac, herbicide du groupe O (auxines synthétiques), dans des rizières de Californie,,.